# Philipp von Hutten
Philipp von Hutten (Königshofen, 18 dicembre 1505 – El Tocuyo, 17 maggio 1546) è stato un esploratore e conquistador tedesco, parente di Ulrich von Hutten che passò alcuni anni in gioventù alla corte dell'imperatore Carlo V.

## Biografia
Nel 1534 si unì alla banda di avventurieri guidati da Georg von Speyer che salpò per il 
Venezuela, o Venosala come lo chiamava Hutten, con l'obbiettivo di conquistare ed esplorare questa terra per conto della famiglia asburgica dei Welser. Il gruppo approdò a Coro nel febbraio del 1535, e Hutten accompagnò von Speyer nella sua lunga e faticosa spedizione nell'entroterra, in cerca del tesoro (El Dorado). Nel dicembre 1540, dopo la morte di von Speyer avvenuta nel giugno 1540, divenne governatore capitano generale del Venezuela.
Poco dopo scomparve nell'entroterra, facendo ritorno solo dopo cinque anni di peregrinazioni per poi scoprire che uno spagnolo, Juan de Carvajal, era stato nominato governatore in sua assenza. Con uno dei suoi compagni di viaggio, Bartholomew Welser il Giovane, fu imprigionato da Carvajal nell'aprile 1546, ed entrambi furono poi giustiziati ad El Tocuyo.
Hutten lasciò alcune lettere, ed un resoconto della prima parte delle sue avventure intitolato Zeitung aus India Junkher Philipps von Hutten, pubblicato nel 1785.
Nel 1983 lo scrittore venezuelano Francisco Herrera-Luque (1927-1991) pubblicò il romanzo La Luna de Fausto raccontando le avventure di von Hutten (chiamato Felipe de Utre negli antichi scritti spagnoli) nel viaggio che lo portò dall'Europa ai selvaggi territori americani del XVI secolo, fino alla decapitazione subita da Juan de Carvajal a causa di una lotta di potere. Secondo la leggenda, la sua morte sarebbe stata profetizzata dallo stesso dottor Faust, il quale aveva parlato di una morte sotto ad una "luna rossa".